# (7392) Kowalski
(7392) Kowalski ist ein Asteroid des Hauptgürtels. Er wurde am 6. März 1984 vom US-amerikanischen Astronomen Edward L. G. Bowell an der Anderson Mesa Station (IAU-Code 688) des Lowell-Observatoriums in Coconino County entdeckt.
Der Asteroid wurde am 2. April 1999 nach dem US-amerikanischen Astronomen Richard A. Kowalski (* 1963) benannt, dem Gründer und Administrator der Minor Planet Mailing List, einem webbasierten Informationsdienst für Asteroidenbeobachter.